# Юзефін (гміна Котунь)
Юзефін (пол. Józefin) — село в Польщі, у гміні Котунь Седлецького повіту Мазовецького воєводства.
У 1975-1998 роках село належало до Седлецького воєводства.